# مفتاح خيار

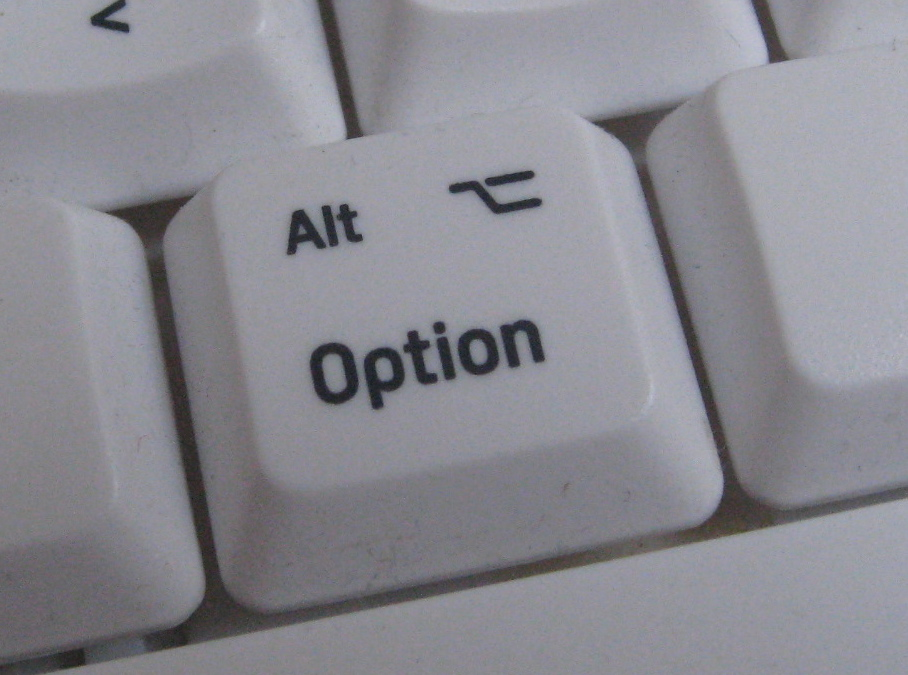
ثلاثة أنماط مِن مفتاح الخيار على لوحة مفاتيح آبل

مفتاح الخيار (بالإنجليزية: Option key)‏ (ويُرمز لهُ: ⌥) هو مفتاح لوحة مفاتيح موجود على أجهزة كمبيوتر آبل. يتم استخدامهُ لإنشاء رموز خاصة وكمعدِّل للرموز الأخرى، يوجد مفتاح الخيار بجوار مفاتيح التحكم والأوامر. وفي مُنتصف عقد 1990، أُضيف إلى المفتاح نص الصغير وهو «alt» إلى الزر.

## الاستعمال
على لوحات مفاتيح آبل، يؤدي الضغط باستمرار على مفتاح الخيار والضغط على زر السهم الأيسر أو الأيمن إلى تحريك المؤشر إلى الكلمة السابقة أو التالية. يستخدم الخيار أيضًا لإدخال رموز مثل رمز حقوق التأليف والنشر ورمز العلامات التجارية ورموز الرياضيات والرموز الخاصة الأخرى بالإضافة إلى الأحرف المحركة (شكلة) للأبجديات غير الإنجليزية.

### عدم التوافر

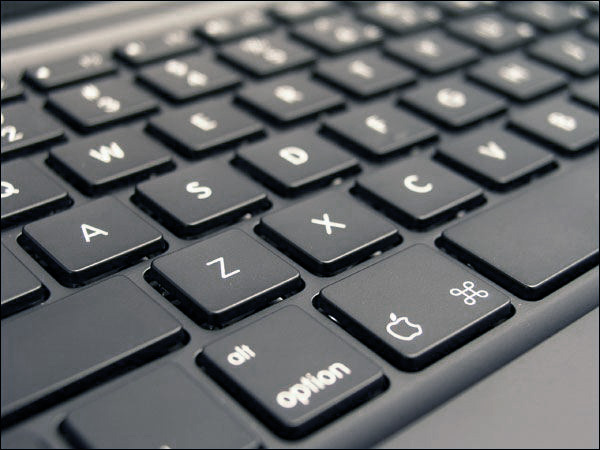
صورة مُوضِّحة لمفتاح الخيار «Option» وإشارة إلى مفتاح تبديل «alt» إضافةً إلى عِدة أزرار مُجاورة (الصُّورة مِن لوحة مفاتيح لماك بوك)

هناك عدد من الأسباب التي قد تؤدي إلى عدم احتواء لوحة المفاتيح على مفتاح الخيار:
- تحتوي بعض لوحات مفاتيح آبل على مفتاح تبديل alt بدلًا مِن مفتاح الخيار، فمفتاح التبديل هو نفسهُ مفتاح الخيار، ويُستخدم لنفس الغرض.[4]
- قد يكون سبب آخر لعدم وجود مفتاح الخيار هو قيام المُستخدم باستخدام لوحة مفاتيح أُخرى مع جهاز ماك الخاص به.[4]

### الاختصارات
- ⌥ Option+Command ⌘+H: إخفاء النافذة المفتوحة على سطح المكتب.[5]
- ⌥ Option+Command ⌘+Esc: إغلاق تطبيق مفتوح نهائيًّا.[5]